# Brandon Parker
Brandon Vernon Parker (* 25. November 1963 in Manchester; † 18. Juli 2020 in Portugal) war ein britischer Sportmanager, -promoter und Billardfunktionär, der als Manager einiger führender Snookerspieler und später als Vorstandsmitglied der World Professional Billiards & Snooker Association (WPBSA) beziehungsweise deren Unter-Organisation World Snooker Tour in Erscheinung trat.

## Leben
Parker wurde Mitte der 1960er Jahre geboren, für sein genaues Geburtsdatum finden sich allerdings verschiedene Angaben. Die britische Behörde Companies House gibt in einem offiziellen Dokument der WPBSA den 25. November 1963 an, die Website CheckCompany nennt dagegen den April 1965 als Geburtsmonat. Die gleiche Website gibt alternativ aber auch ebenfalls den November 1963 an. In ihrem Nachruf nach Parkers Tod 2022 schreibt die WPBSA selbst, dass Parker 55 Jahre alt geworden sei, was ebenfalls auf 1965 hindeuten würde. Als Geburtsort nennt die WPBSA Manchester. Zunächst arbeitete er als technischer Vertriebsleiter in der Chemieindustrie. Snooker war in dieser Zeit ein Hobby für Parker und er spielte mit einigem Erfolg in einem Manchester’ Club. In den 1990er-Jahren gab er seinen Job in der Chemieindustrie auf und begann für ein Snooker-Managementunternehmen namens Wheels In Motion zu arbeiten. In den folgenden Jahren war er für zahlreiche Spitzenspieler als Manager tätig, darunter Quinten Hann, Paul Hunter und dessen enger Freund Matthew Stevens, Ryan Day, Barry Hawkins, die Ex-Weltmeister Shaun Murphy  und Neil Robertson und bis zu seinem Tod Kyren Wilson. Sein Schützling Paul Hunter starb 2006 an Krebs, woraufhin Parker nach Hunters Wunsch nach der Förderung von Snooker bei Kindern die Paul Hunter Foundation gründete.
In den 2000er-Jahren begann Parker zudem, als Promoter zu arbeiten. Er war an der Etablierung des späteren Paul Hunter Classic in Fürth beteiligt, indem er als Manager von Paul Hunter und Matthew Stevens die beiden Spieler zur ersten Ausgabe des Turnieres kommen ließ. Später war er einer der Veranstalter des Turnieres, nachdem er bei der ersten Ausgabe das Potential des Turnieres erkannt hatte. Neben verschiedenen Exhibitions vor allem in Deutschland begründete er 2011 auch das German Masters in Berlin. Dadurch spielte Parker eine wichtige Rolle bei der Verbreitung des Snookersports in Deutschland. Mit seinem Unternehmen Dragon Stars veranstaltete er auch in weiteren europäischen Ländern Snookerturniere. So war er noch Januar 2020 bei der Ausrichtung des European Masters in Österreich involviert. Nachdem Barry Hearn ab 2009 den Weltverband WPBSA zusammen mit seiner Firma Matchroom Sport de facto übernommen hatte, holte er Parker in die Leitung des Weltverbandes. Zunächst saß er 2010 einige Monate im Vorstand der WPBSA, danach wechselte er zu deren kommerzieller Tochtergesellschaft World Snooker. Dort arbeitete er als European Operations Director. Diesen Posten behielt er bis zu seinem Tod.
Parker lebte in Sale (Greater Manchester) und hatte einen Zweitwohnsitz in Portugal. Anfang 2018 wurde bei ihm Nierenkrebs diagnostiziert. Infolgedessen ließ er seine Tätigkeiten pausieren und begab sich einschließlich einer Operation in Behandlung. Als er im Juli 2020 in seinem Zweitwohnsitz in Portugal weilte, verschlechterte sich sein Zustand. Am Nachmittag des 18. Juli 2020 verstarb er und hinterließ seine Frau und seine beiden Kinder, eine Tochter und einen Sohn. Sein enger Freund Shaun Murphy gab kurze Zeit später seinen Tod „mit einem schweren und gebrochenen Herzen“ bekannt. Barry Hearn würdigte Parker mit den Worten, dass „sein Beitrag zum Snooker [...] ein grundlegender Teil des Erfolgs des Spieles“ gewesen sei. Ein halbes Jahr nach seinem Tod wurde die Trophäe des German Masters nach Parker benannt, wie am Vortag des German Masters 2021 bekanntgegeben wurde. Wenige Monate später wurde er in die Snooker Hall of Fame aufgenommen.